# ماكس فيلد
ماكس فيلد (23 مارس 1950 في المملكة المتحدة - ) (بالإنجليزية: Max Field)‏ هو لاعب كريكت بريطاني. لعب مع نادي وارويكشاير للكريكيت ‏ ونادي جامعة كامبريدج للكريكيت ‏.

## وصلات خارجية
- ماكس فيلد على موقع إي آس بي آن كريك إنفو (الإنجليزية)